# Willem Maris

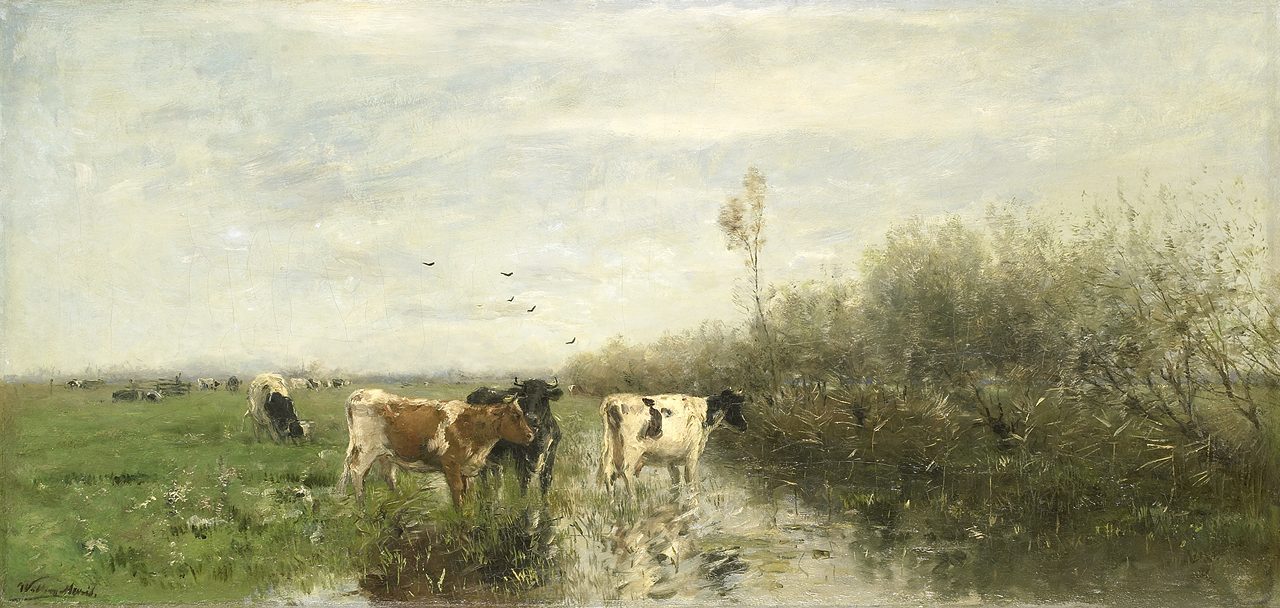
Krowy na podmokłym pastwisku

Willem Maris (ur. 18 lutego 1844 w Hadze, zm. 10 października 1910 tamże) – holenderski malarz pejzażysta i animalista. Brat Jacoba i Matthijsa Marisów.

## Życiorys
Pierwsze lekcje malarstwa otrzymał od braci, później studiował wieczorami w Akademii w Hadze. Naukę kontynuował u malarza Pietera Stortenbekera, swoje umiejętności doskonalił, kopiując w muzeum Mauritshuis dzieła XVII-wiecznego malarza zwierząt Paulusa Pottera. Wystawiał od 1863, mieszkał i pracował całe życie w Hadze. Jego syn Simon również był malarzem.

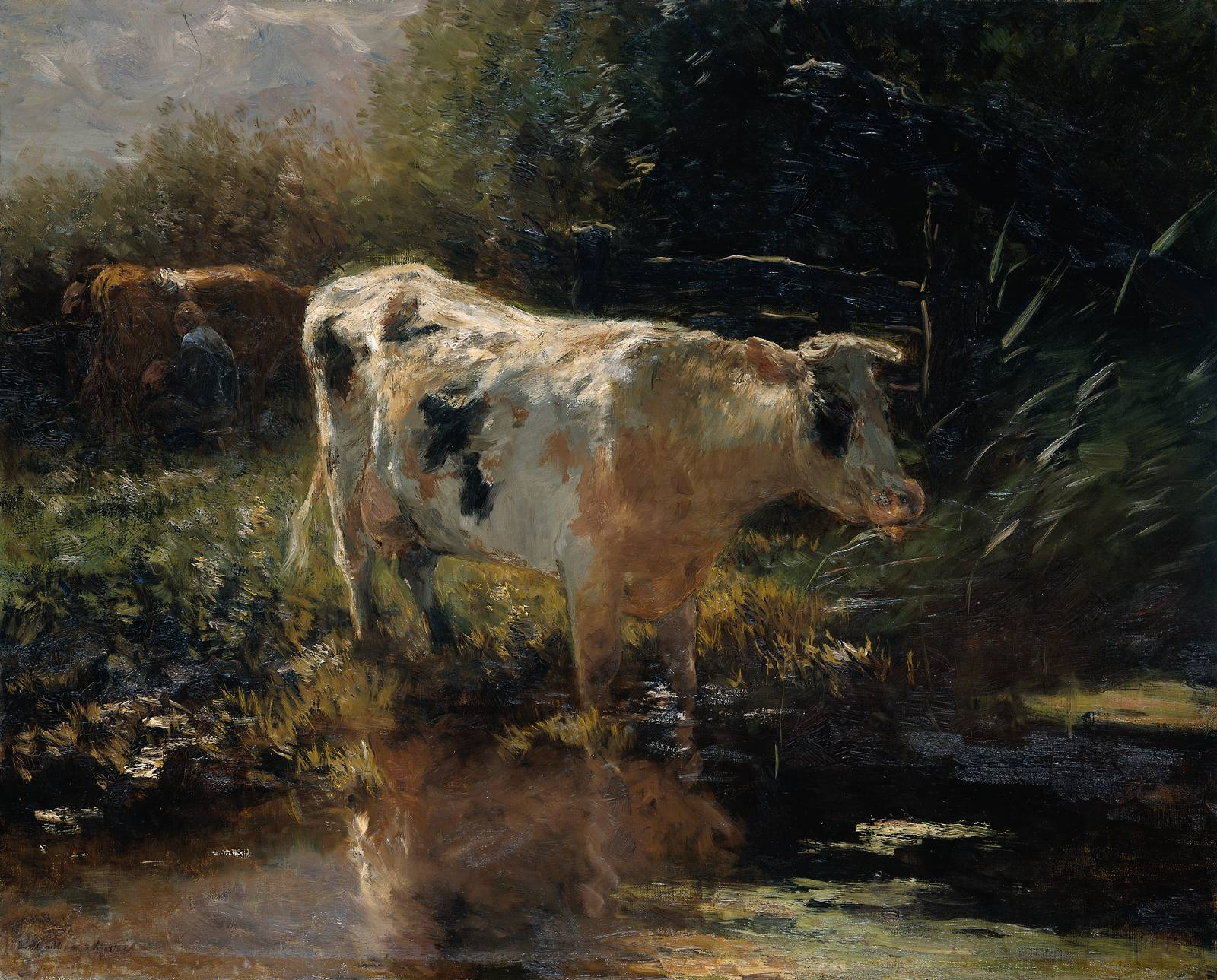
Krowa nad brzegiem rowu

Twórczość Willema Marisa była związana ze szkołą haską, tematem większości prac były pejzaże, przeważnie z przedstawieniami zwierząt, głównie krów i kaczek. Artysta wypracował własny styl, czerpiąc zarówno z realizmu szkoły haskiej, jak i z osiągnięć impresjonistów. Jego prace są jaśniejsze i barwniejsze niż szare obrazy braci, dużą rolę odgrywa w nich światło. Artystę ceniono za biegłość w przedstawianiu zwierząt.
Maris posługiwał się zwykle techniką olejną, tworzył też akwarele i sporadycznie akwaforty. Jednym z jego uczniów był malarz i fotograf George Hendrik Breitner.